# Шутатарра
Шутатарра (д/н — бл. 1350 до н. е.) — цар (лугаль) міста-держави Кадеш.

## Життєпис
Відомостей про нього обмаль. Ймовірно, намагався маневрувати між Хеттською державою, Мітанні та Єгиптом. У 1355 або 1350 році до н. е. виступив проти хеттського царя Суппілуліуми I, але в битві зазнав поразки. В результаті потрапив у полон з усієї родиною. Шутатарру відправили в заслання до власних володінь хеттів. Новим царем Кадешу став його син Етаккама, який визнав зверхність Суппілуліуми I.